# Annibale Frossi
Annibale Frossi (6. červenec 1911, Milán, Italské království – 26. únor 1999, Milán, Itálie) byl italský fotbalový útočník a později i trenér.
Trpěl krátkozrakostí od velmi mladého věku, brýle nosil i na hřišti. Vystudoval práva díky studiím, kterým se věnoval během své fotbalové kariéry. Díky tomuhle měl přezdívku Dr. Sottile.
Fotbal začal hrát v klubu v Udinese. Po dvou sezonách odešel do Padovy, kde hrál i první ligu. Kvůli vojenské služby odehrál jednu sezonu v Bari a v L'Aquila. V roce 1936 přestoupil za 50 000 lir do Ambrosiana-Inter a zde vyhrál dva tituly v lize (1937/38, 1939/40) a jeden domácí pohár (1938/39). Celkem za Nerazzurri nastřílel 49 branek ze 147 utkání. Kariéru zakončil v dresu Comy v roce 1945.
Za reprezentaci odehrál pět utkání a vstřelil 8 branek. Sedm branek vstřelil na OH 1936, kde získal zlatou medaili.
Trenérskou kariéru začal v roce 1946 v provinčním klubu Luino. V sezoně 1953/54 pževzal klub Turína. Trénoval i Inter v sezoně 1956/57. Trenérskou kariéru ukončil v roce 1965, když byl propuštěn z Triestiny.

## Hráčská statistika
| Sezóna  | Klub             | Liga    | Liga   | Liga | Ligové poháry | Ligové poháry | Ligové poháry | Kontinentální poháry | Kontinentální poháry | Kontinentální poháry | Celkem | Celkem |
| Sezóna  | Klub             | Soutěž  | Zápasy | Góly | Soutěž        | Zápasy        | Góly          | Soutěž               | Zápasy               | Góly                 | Zápasy | Góly   |
| ------- | ---------------- | ------- | ------ | ---- | ------------- | ------------- | ------------- | -------------------- | -------------------- | -------------------- | ------ | ------ |
| 1929/30 | Udinese          | Serie B | 1      | 0    | -             | 0             | 0             | -                    | 0                    | 0                    | 1      | 0      |
| 1930/31 | Udinese          | Serie B | 31     | 0    | -             | 0             | 0             | -                    | 0                    | 0                    | 31     | 0      |
| 1931/32 | Padova           | Serie B | 30     | 9    | -             | 0             | 0             | -                    | 0                    | 0                    | 30     | 9      |
| 1932/33 | Padova           | Serie A | 17     | 1    | -             | 0             | 0             | -                    | 0                    | 0                    | 17     | 1      |
| 1933/34 | Bari             | Serie B | 30     | 12   | -             | 0             | 0             | -                    | 0                    | 0                    | 30     | 12     |
| 1934/35 | Padova           | Serie B | 26     | 14   | -             | 0             | 0             | -                    | 0                    | 0                    | 26     | 14     |
| 1935/36 | L'Aquila         | Serie B | 34     | 9    | IP            | 3             | 0             | -                    | 0                    | 0                    | 37     | 9      |
| 1936/37 | Ambrosiana-Inter | Serie A | 27     | 11   | IP            | 4             | 1             | Stř.P                | 6                    | 3                    | 37     | 15     |
| 1937/38 | Ambrosiana-Inter | Serie A | 22     | 4    | IP            | 3             | 1             | Stř.P                | 0                    | 0                    | 25     | 5      |
| 1938/39 | Ambrosiana-Inter | Serie A | 22     | 10   | IP            | 5             | 3             | Stř.P                | 1                    | 1                    | 28     | 14     |
| 1939/40 | Ambrosiana-Inter | Serie A | 26     | 7    | IP            | 1             | 0             | Stř.P                | 2                    | 0                    | 29     | 7      |
| 1940/41 | Ambrosiana-Inter | Serie A | 16     | 7    | IP            | 0             | 0             | -                    | 0                    | 0                    | 16     | 7      |
| 1941/42 | Ambrosiana-Inter | Serie A | 12     | 1    | IP            | 0             | 0             | -                    | 0                    | 0                    | 12     | 1      |
| 1942/43 | Pro Patria       | Serie B | 24     | 3    | -             | 0             | 0             | -                    | 0                    | 0                    | 24     | 3      |
| Celkem  | Celkem           | Celkem  | 307    | 88   | -             | 16            | 5             | -                    | 9                    | 4                    | 332    | 97     |

## Hráčské úspěchy

### Klubové
- 2x vítěz italské ligy (1937/38, 1939/40)
- 1x vítěz italského poháru (1938/39)

### Reprezentační
- 1x na OH (1936 - zlato)
- 1x na MP (1936-1938)

### Individuální
- nejlepší střelec na OH (1936)

## Trenérské úspěchy

### Klubové
- 1x vítěz 3. italské ligy (1950/51)